# Артур Баве
Артур Баве (фр. Arthur Bavay, повне ім'я Артур Рене Жан Батист Баве, фр. Arthur René Jean Baptiste Bavay) — французький фармаколог, паразитолог і біолог.
Науковий внесок Баве, який отримав освіту морського фармацевта, включав дослідження, що стосуються флори та фауни Нової Каледонії, міграційні дослідження молюсків, що перетинають Суецький канал, та дослідження малакологічних родин Pectinidae та Marginellidae. З малакологом Філіппом Датценбергом він проводив дослідження наземних і прісноводних молюсків Далекого Сходу.
Він опублікував майже 70 статей про молюсків, а після виходу на пенсію як фармацевт повністю присвятив свої зусилля малакологічним дослідженням. Йому приписують опис 39 нових видів та декількох внутрішньовидових таксонів з родини Marginellidae. З його ім'ям пов'язаний рід геконів Bavayia і вид Tropidophorus baviensis.
У 1876—1877 роках Баве в стінці тонкої кишки людей, загиблих від кохінхінської діареї, виявив мікроскопічних нематод, які морфологічно відрізнялись від тих, що раніше були знайдені у фекаліях. Він описав нематоду як окремий вид Anguillula stercoralis
Був членом Малакологічного товариства Лондона — Парижа.
Приватна колекція Баве була розпорошена після його смерті. Деякі екземпляри знаходяться в Музеї природних мистецтв, Париж.

## Список назв таксонів авторства Баве
- Emydocephalus annulatus
- Aipysurus duboisii
- Caledoniscincus austrocaledonicus
- Nannoscincus
- Eurydactylodes vieillardi
- Marmorosphax tricolor
- Mniarogekko chahoua
- Nannoscincus gracilis
- Nannoscincus mariei
- Phoboscincus garnieri
- Rhacodactylus auriculatus
- Phoboscincus garnieri
- Rhacodactylus auriculatus
- Sigaloseps deplanchei
- Tropidoscincus variabilis